# Braån
Braån (ej att förväxla med Bråån) är ett vattendrag i västra Skåne, högerbiflod till Saxån. Längd ca 30 km, avrinningsområde ca 100 km². Braån rinner upp i samma område som Saxån, d.v.s. i södra delen av Svalövs kommun, nära Vittskövlegård och Trolleholm. Sedan rinner Braån mer åt väster än Saxån gör, men vid Teckomatorp rinner åarna bara ca 2,5 km från varandra innan de ånyo skils åt. Braån rinner då åt nordväst förbi tätorterna Billeberga och Asmundtorp, innan den via en stor S-kurva ansluter sig till Saxån vid Tågerup.
Vissa avsnitt av ån heter den Torrlösabäcken och Billebergaån. Genom övergödning har ån under 1900-talet börjat växa igen. Den blev känd i samband med de giftutsläpp i ån som förekom i samband med BT Kemiskandalen.
Braån saknar sjöar i hela sitt avrinningsområde. Inga biflöden av betydelse.